# Härteprüfgerät
Härteprüfgeräte sind Geräte, mit denen Vergleichstests zur Bestimmung der Härte durchgeführt werden.
Die Verfahren nach Shore, Brinell, Rockwell und Vickers sind die bekanntesten und werden am häufigsten verwendet.
Ein Härteprüfgerät hat im Allgemeinen einen Eindringkörper. Mit diesem wird die Probe meist mit einer definierten Kraft und einer vorgegebenen Zeit belastet. Dabei entsteht ein Abdruck, welcher dann optisch oder manuell mit Messschiebern vermessen wird. Alternativ hierzu wird die Eindringtiefe gemessen und ausgewertet.
Um eine schnelle Prüfung durchzuführen, z. B. bei der Wareneingangsprüfung, werden Handgeräte verwendet. Hier ist die Websterzange oder das handliche Shoregerät für Gummiproben zu nennen.
Inzwischen sind viele auf dem Markt befindlichen Geräte mit Mikroprozessoren und einem PC ausgestattet, um die Daten zu verwalten und entsprechende Statistiken zu führen.